# Mary De Garis
Mary Clementina De Garis (Charlton, 16 dicembre 1881 – Geelong, 18 novembre 1963) è stata un medico australiano.
Durante la prima guerra mondiale lavorò presso la Unità di Ostrovo in Serbia per gli Scottish Women's Hospitals e dopo la guerra presso l'Ospedale di Geelong in Australia. Era una sostenitrice delle cure prenatali e postnatali.

## Vita e formazione
Mary Clementina De Garis nacque a Charlton, Victoria nel 1881. Era la figlia di un pastore di Mildura e pioniere dell'irrigazione Elisha Clement De Garis, noto come Elizee De Garis, ed Elizabeth Buncle, un'ostetrica. C'erano sei figli in famiglia: Mary ed Elizabeth (gemelli), Clement, (chiamato Jack), Lilian, Alfred e Lucas (chiamato George). Nel 1898 Mary De Garis fu la prima della classe del suo anno al Methodist Ladies' College di Melbourne. Nel 1900 si iscrisse a medicina all'Università di Melbourne.
La De Garis fu la trentunesima donna ad iscriversi a medicina presso l'Università di Melbourne, conseguì un Bachelor of Medicine (M.B.) nel 1904 e un Bachelor of Surgery (B.S.) nel 1905. È stata quindi nominata a due posizioni di residente, presso il l'Ospedale di Melbourne nel 1905–06 ed il Women's Hospital dal 1906–07. Nel 1907 divenne la seconda donna di Victoria a ricevere il dottorato in medicina.

## Carriera
Dopo la laurea la De Garis viaggiò verso l'entroterra australiano per assumere la sua prima posizione a tempo pieno a Muttaburra, nel nord-ovest del Queensland. In seguito, nel 1908-1909, viaggiò nel Regno Unito e negli Stati Uniti d'America per quattordici mesi per ulteriormente migliorare il suo sviluppo professionale. Tornando a Melbourne lavorò al Queen Victoria Hospital e condusse uno studio privato nel centro di Melbourne. Nel 1911 si recò nella città di campagna di Tibooburra, nel Nuovo Galles del Sud occidentale, per lavorare in ospedale fino al 1915.

### Prima Guerra Mondiale
Desiderando essere più vicina al suo fidanzato, Colin Thomson, che si era arruolato per le forze imperiali australiane, nel 1916 tornò a Londra e lavorò al Manor Hospital per cinque mesi. Dopo la morte di Colin Thomson nella battaglia di Pozières nell'agosto del 1916, si unì all'organizzazione Scottish Women's Hospitals e fu inviata all'unità americana, nota anche come unità Ostrovo, in Macedonia, vicino alla Campagna dei Balcani, da febbraio 1917 all'ottobre 1918. Fu il Chief Medical Officer per 14 mesi.
Ricevette l'Ordine serbo di San Sava di terza classe.

### Dopoguerra e morte
Dopo la guerra, nel maggio 1919, si stabilì a Geelong, Victoria. Qui spinse le donne a diventare membri del comitato generale dell'ospedale e per il primo reparto di maternità ad essere inserito nell'ospedale. Era anche responsabile delle cure prenatali e postnatali attuate in ospedale. Nel 1931 fu nominata Ufficiale Onorario Medico del reparto di maternità presso l'Ospedale di Geelong fino al 1941 e poi divenne Consulente Onorario del Reparto Maternità fino al 1959. Fu la prima e unica donna medica a Geelong dal 1919 al 1941. Conducendo ricerche sulle cause del dolore nel travaglio e in altre questioni ostetriche, ha pubblicato oltre 40 articoli e lettere nelle riviste dell'Associazione medica britannica/australiana e 5 libri. Praticò fino al 1960 e morì a Geelong nel 1963.